# Aquisextana irenaei
Aquisextana irenaei är en fjärilsart som beskrevs av Théobald 1937. Aquisextana irenaei ingår i släktet Aquisextana och familjen juvelvingar. Inga underarter finns listade i Catalogue of Life.